# CO Les Ulis
 Le Club Omnisports des Ulis là một câu lạc bộ bóng đá Pháp được thành lập vào năm 1977. Đội có trụ sở tại Les Ulis, Essonne. Họ chơi ở Stade Salinier, được đặt theo tên của Jean-Marc Salinier, một chính trị gia địa phương trong khu vực, ở Les Ulis. CO Les Ulis chủ yếu được biết đến là câu lạc bộ nơi các thành viên đội tuyển quốc gia Pháp Patrice Evra và cầu thủ ghi bàn hàng đầu mọi thời đại Thierry Henry bắt đầu sự nghiệp của họ. Câu lạc bộ cũng đã phát triển triển vọng giới trẻ mới nổi, như Anthony Martial, Yaya Sanogo và Sega Keita.

## Lịch sử
CO Les Ulis được hình thành tương đối muộn, chủ yếu là do xã Les Ulis cũng ra đời muộn. Cả thành phố và câu lạc bộ được thành lập vào năm 1977 với xã ra đời vào tháng Hai và câu lạc bộ được thành lập vào tháng Năm. Chỉ sau 8 năm tồn tại, câu lạc bộ đã phát triển tám môn thể thao, trong đó có hơn 1.000 thành viên gắn liền với bóng đá là môn thể thao phổ biến nhất trong câu lạc bộ. Đến năm 2005, những con số này đã tăng lên hơn 36 bộ phận thể thao với 3.600 thành viên.
CO Les Ulis là câu lạc bộ dần dần tăng lên trong hệ thống giải đấu bóng đá Pháp kể từ khi đạt được sự thăng hạng từ Division d'Excellence trong mùa 1994-95. Câu lạc bộ hiện đang chơi trong Division Honneur của vùng Île-de-France  sau khi thăng hạng từ Division Supérieure Régionale trong mùa 2009-10.